# الألعاب العالمية 2021
الألعاب العالمية 2021 سوف تعقد في برمنغهام، ألاباما، الولايات المتحدة ولقد تم اختيارها من قبل الرابطة العالمية للألعاب العالمية في 22 يناير 2015.

## اختيار الدولة لاستضافه الحدث
كان هناك 3 دول مرشحة لإستضافة الحدث وهي:
- بيرو
- روسيا
- الولايات المتحدة

في 22 يناير 2015 تم إعلان فوز الولايات المتحدة في استضافة الحدث.